# サンフランソワの襲撃
サンフランソワの襲撃（サンフランソワのしゅうげき、英St. Francis Raid）は、フレンチ・インディアン戦争中に起きた襲撃である。1759年10月4日、ロバート・ロジャーズ率いるレンジャーズが、当時のヌーベルフランスの、セントローレンス川南部にあるアベナキ族の集落サンフランソワ（サンフランソワデュラク）を中心に襲撃を行った。その日の朝早く、ロジャーズは140人（または142人）の兵を率いて集落に入り、伝えられるところによると、主に女、子供、老人を主に捕え、住人の寝込みを襲って虐殺し、逃げようとした者を射殺して、その後集落を焼いた。ロジャーズの報告では、300人ものアベナキ族を殺したとなっていたが、フランスの報告のほうでは、女子供を中心に30人すれすれだったとなっている。ロジャーズの兵も1人は戦死し、7人（または6人）が負傷した。
ロジャーズと兵たちは、現在のニューヨーク州にあるクラウンポイント砦から、アベナキ族の集落につくまでにかなりの困難を乗り越えてサンフランソワに到着したが、その後にもさらなる困難が待ち受けていた。フランス軍と、復讐心に燃えるインディアンに追跡され、食糧が不足したロジャーズたちは、コネチカット川の峡谷を経由してクラウンポイントに戻った。しかし、彼らに必要な貯蔵食糧を見つけることができず、兵たちは空腹のあまり、人肉を食べたと言われる。また、襲撃に参加した兵のうちの3分の1は戻ってこなかった。
イギリス植民地側のこの襲撃に関する報告では、特に弁解じみたものはなかった。サンフランソワのインディアンたちは、イギリス植民地を、南はマサチューセッツに至るまで襲っており、ロジャーズによれば、集落の中心となる建物には、彼らが剥いだイギリス人の頭皮がたくさん飾られていた。

## 歴史的背景

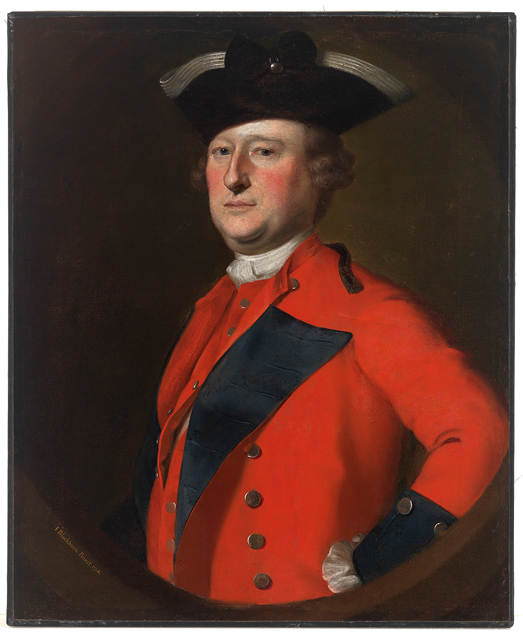
ジェフリー・アマースト

1759年、フランスからカリヨン砦（タイコンデロガ砦）を奪ったイギリス軍将軍ジェフリー・アマーストは、ケベックを攻めていたジェームズ・ウルフへ密使を派遣し、同時に、ロジャーズ・レンジャーズの大尉クイントン・ケネディを、アベナキ族との和平交渉に派遣した。当時アベナキ族はフランスと同盟関係にあった。8月8日、ケネディはレンジャーズの他の士官や、6人のストックブリッジ・モヒカン族と共に発ったが、8月24日、アベナキ族に捕われ、サンフランソワへ送られた。アベナキ族は、イギリス人士官を拷問にかけた、あるいは頭皮をはいだといううわさも飛び交いアマーストをはじめとするイギリスの士官たちはひどく腹を立て、ロジャーズに、アベナキ族の行為に対し、厳しい制裁を加えるように命じたロジャーズ自身、十代のころにアベナキ族の襲撃を体験していた。アマーストは、ケネディの件のみならず、アベナキ族のニューイングランド襲撃や、ウィリアム・ヘンリー砦のイギリス兵暴行も報復の要因としていた。
9月13日、アマーストはロジャーズに、ならず者のインディアンには慈悲の心は不要であり、復讐を果たせとの命令を下したが、女子供には手出しをしないようにとも伝えたレンジャーズの隊長で少佐のロジャーズは、142人の士官を含む正規兵、志願兵、民兵、味方のインディアン兵を率いてシャンプラン湖を北上し、サンフランソワへ向かった。

## 遠征開始
9月13日の夜レンジャーズは17隻の捕鯨船を手に入れて、クラウンポイントを発った。この出発は機密事項で、行先を知るのはロジャーズとアマーストだけだった。そしてアマーストは、フランス軍を巻くために、うその公表をしたがフランスは騙されなかった。ロジャーズの襲撃を見越して警備を増やし、指揮官のフランソワ＝シャルル・ド・ブールラマク自身も見回りに携わった。斥候に、イギリス軍の櫓の発見を報告されたブールラマクは、ケネディの捕囚と考えあわせて、イギリス軍はサンフランソワに向かっていると考え、サンフランソワ近くに数百人の兵を配備した。

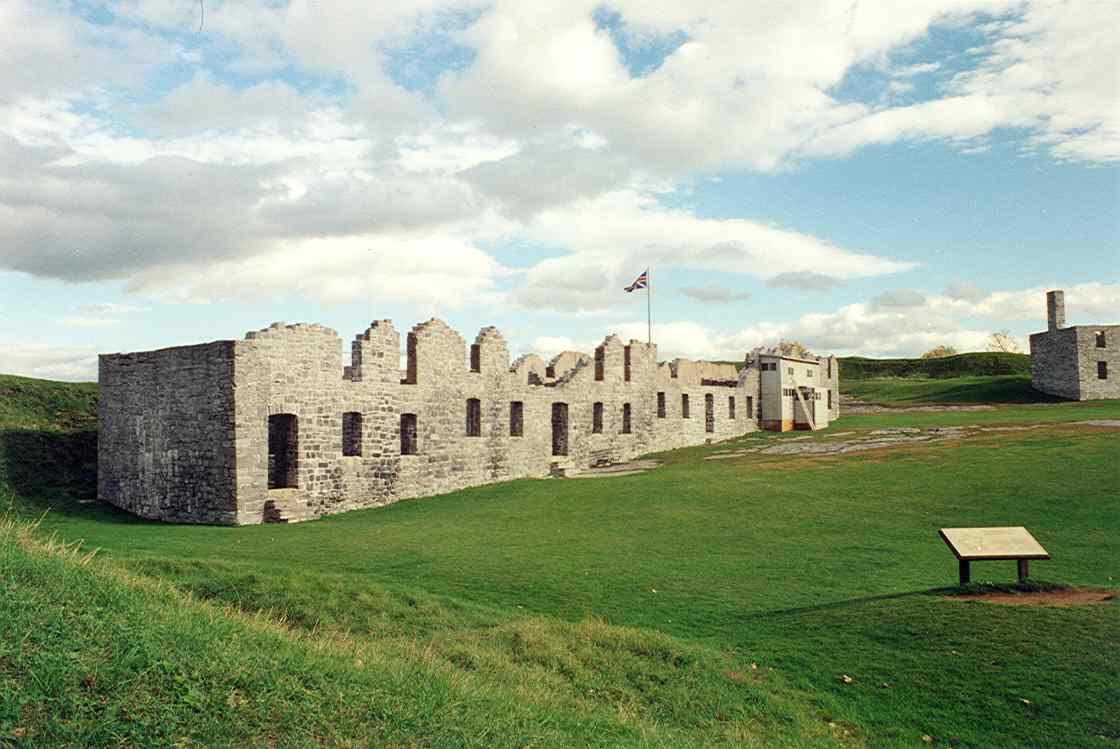
クラウンポイント

レンジャーズは遠征開始からわずかな期間に、40人以上の兵を、事故や病気で引き返させるという不運に見舞われた。そして9月23日の朝、ミシスコワ湾（ミシスコイ湾）の岬に到着したレンジャーズは、襲撃後の退却用の船と物資をそこに隠し、2人のインディアンを見張りに立てた。ロジャーズは、状況が差し迫ってきたこともあり、ことを急がなければならなかった。サンフランソワまでの道は沼が多く時間がかかった。北方の経路を辿ったケネディの轍を踏まないよう、東の経路を使ったものの、乾いた土地はわずかしかなく、夜間はできるだけ木の上で眠った。しかも、行軍から2日たって、見張りのインディアンがレンジャーズのもとへ来て、捕鯨船をフランス軍が持ち去ったことを伝えた。また彼らは、敵軍が、レンジャーズが戻るのを待ち伏せしていると伝えた。

## 計画の変更

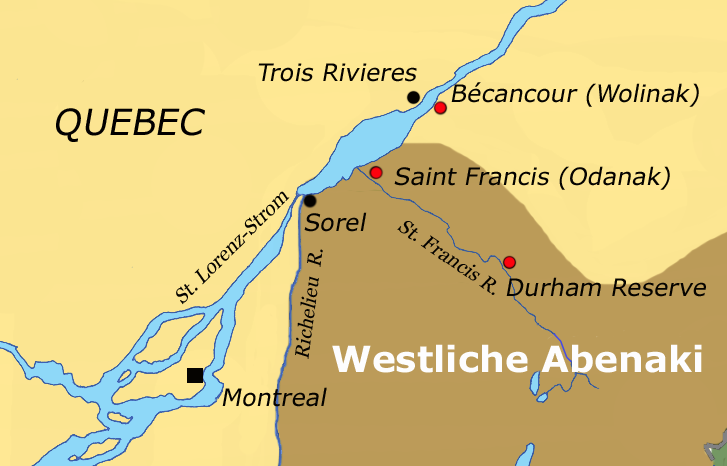
アベナキ族の居住地、中央にサンフランソワ（オダナク）が見える。

フランスは追跡の手を緩めていなかった。ロジャーズは作戦会議を開き、このまま攻撃に向かうことに決めたが来たのと同じ道を戻るのは危険だと判断し、ナンバーフォー砦の方向に退却することにした。自分たちが敵の背後にいて、味方からの物資の供給が難しいため、ロジャーズは中尉のマクミランと兵10人を、クラウンポイントのアマーストのもとにやって、ナンバーフォー砦から食糧を持ち出して、コネチカット川上流の、クーズインターヴァル（ムースメドウ、現在のヴァーモント州ダクスバリー近く）近くに食糧を送るように依頼した。彼はその方向へ退却するつもりだった。ロジャーズたちはなおも、沼の多いぬかるんだ道を歩いた。沼地には樹木がかなり茂っていて、フランス軍は追跡を中止した。9日間の行軍の後、やっとって乾いた土地に出たが、その地はサンフランソワのすぐ近くだった。

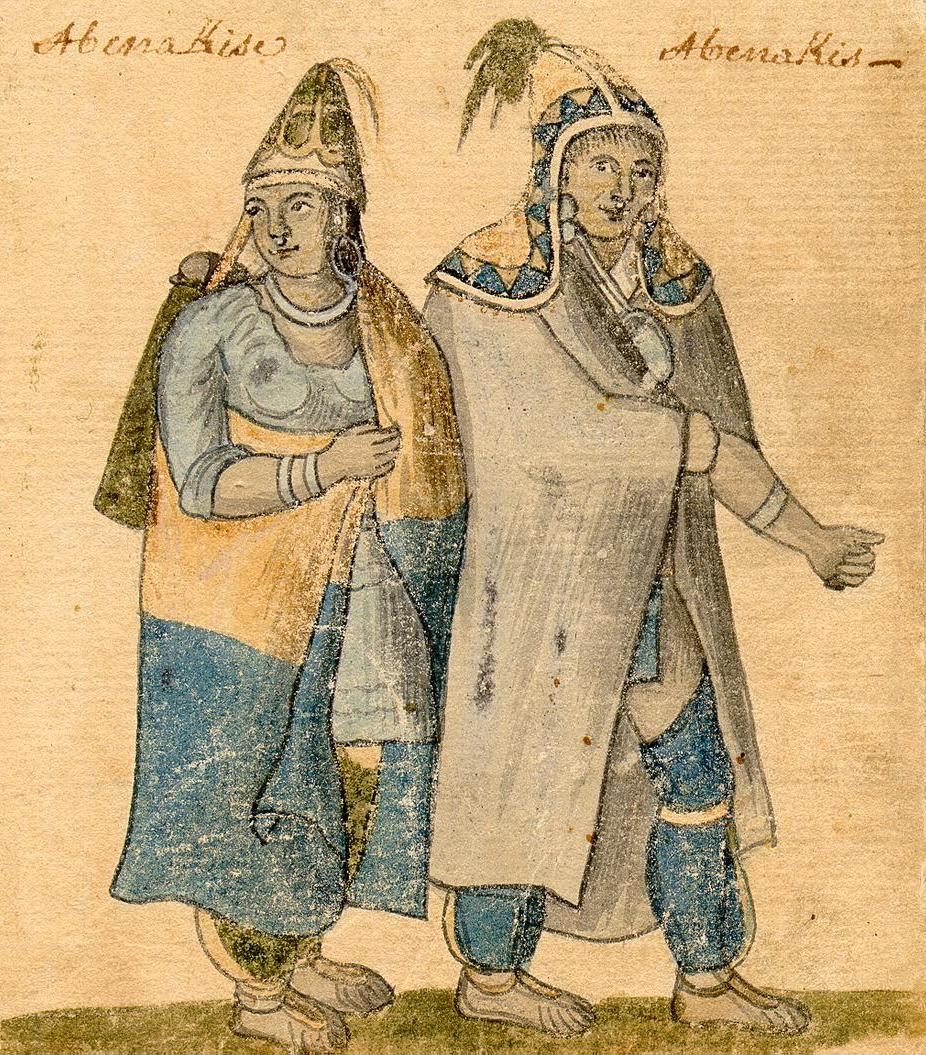
18世紀のアベナキ族の男女

マクミランたちは、クラウンポイントへの遠征で9日間に費やし（足元が悪い状態で、100マイル以上の距離があった）、10月3日にクラウンポイントに到着した。アマーストはすぐに、ナンバーフォー砦に、レンジャー部隊の中尉のサミュエル・スティーヴンスを差し向け、約束の地点に物資を届けるよう特命を下し、ロジャーズと兵たちが現れるまで待つか、スティーヴンズが彼らはおそらく現れないだろうと感じて引き返すかだった。
同じ10月3日、乾いた土地に出たレンジャーズは、川を渡るいかだを作るため、木を切り倒した。斧の音が集落に聞こえたが、だれも気に留めなかった。アベナキ族の集落は、この川の下流や対岸にあり、ロジャーズが予想していたよりも小さかった。ロジャーズとレンジャーズは、数マイル上流に上って、適度な浅瀬を見つけようとしたが、川を渡るのには困難が伴った。流れが速いため、互いが互いに手を貸して渡らなければならなかった。

## 襲撃

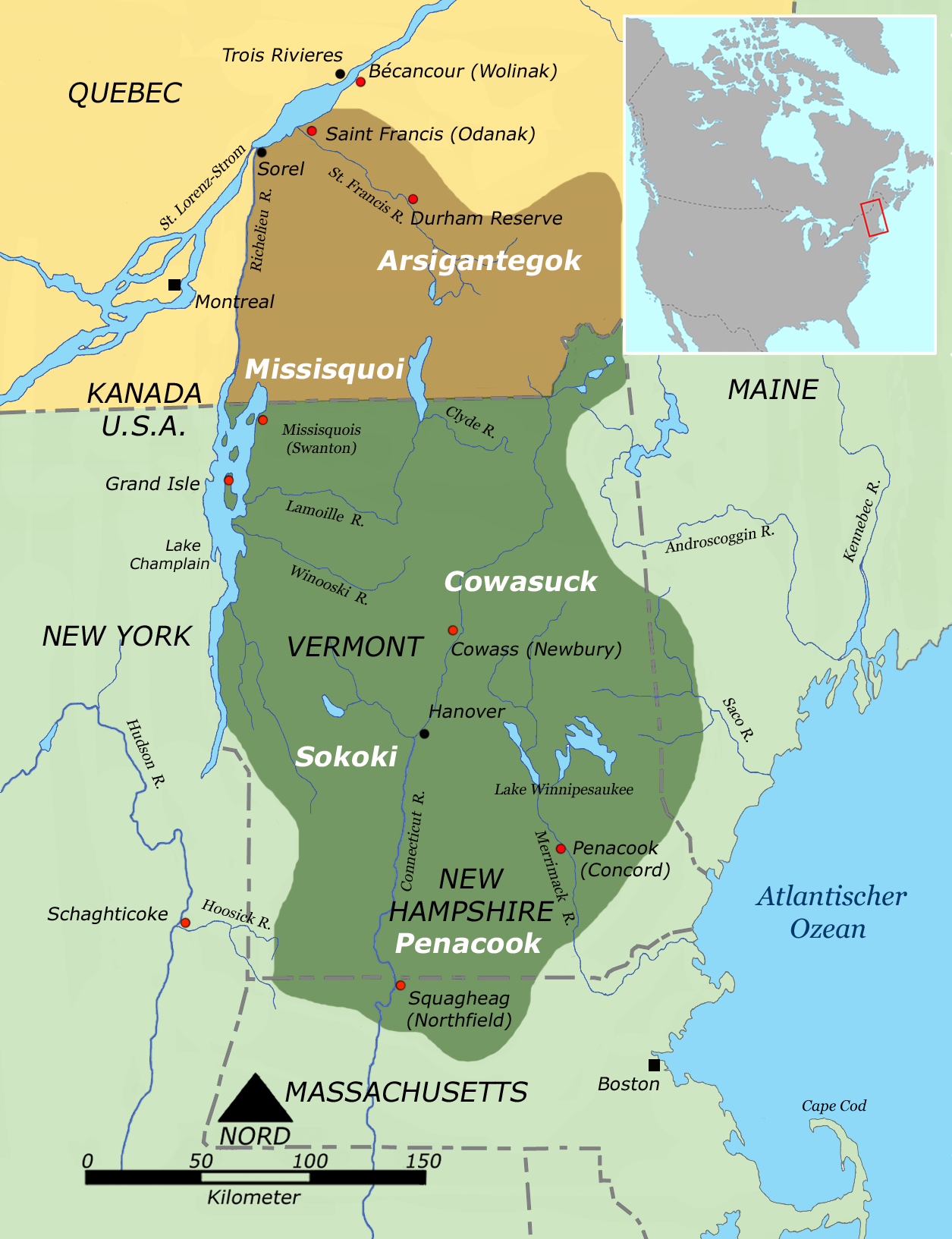
西部アベナキ族の居住地、ニューイングランドとケベック州にまたがっている

レンジャーズがサンフランソワ川を渡っていたころ、アベナキ族の男は、フランス軍と協力してのイギリス軍の追跡中で、集落は無防備だった。レンジャーズの142人は、空腹でしかも疲れていたが、目的地を前にして、自らの任務についた。ロジャーズはアベナキ族の集落であるかを確認した後、インディアンに変装し、そのまま集落に入って、一晩中様子をうかがった。
サンフランソワの集落は、アベナキ族の村として広く信じられていたが、実際には様々な部族が暮らしていた。アベナキ族に加えて、ニューイングランドの初期の戦闘を逃れて住み着いた部族や、自分で進んで住み着いたり、またはさらわれて来たりした白人の入植者が、インディアンの生活に適応して暮らしていた。集落の生活は典型的なヨーロッパ式で、中央に教会があった。マサチューセッツ湾直轄植民地にまで及んだ、物騒な一連の襲撃を経験したイギリス系の入植者の間では、この地は評判が良かった。
10月4日の午前3時に、ロジャーズは集落に向けて兵を進ませ、攻撃に備えて彼らを二手に分けた。逃げ出す者を狙うため、腕のいい狙撃兵たちが整列し、攻撃体制を取った。午前5時に襲撃が始まった。前夜に踊りまくった疲れで、眠り込んでいたインディアンたちは不意打ちされた。レンジャーズは、ドアを破り、銃を撃ち、斧をふるい、そして銃剣を構えていた。アベナキ族はなすすべがなかった。アマーストの、女子供に手を出してはいけないという命令も、この狂乱の中ではどうしようもなかった。インディアンたちの抵抗はすぐに鎮められ、逃げ出そうとするものは、集落の外にいた兵に射殺された。子供を含む一部の住民がカヌーまでどうにかたどり着き、川を下って逃げようとした。しかし彼らは追われ、カヌーともども沈められた。
日が昇ってから、ロジャーズは集落を焼くように命じた。民家が燃えさかるにつれて、何人かの住民が屋根裏に潜んでいたのが明らかになった。彼らはそのまま家と運命を共にした。教会もまた焼かれた。神父は、ロジャーズの慈悲を拒み、貴重品が略奪される前に、炎の中で息絶えた。

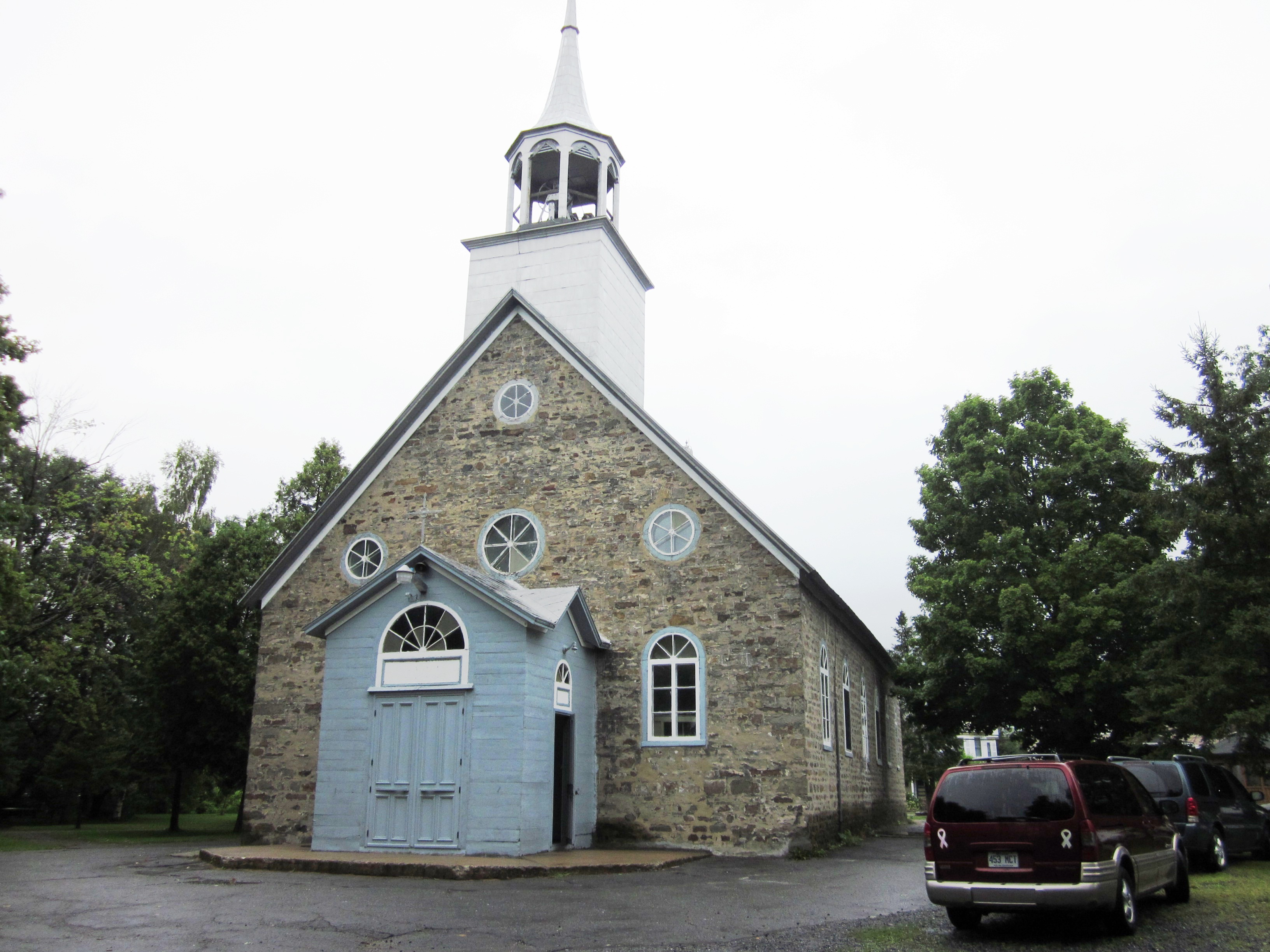
サンフランソワ（オダナク）の教会

この襲撃で生き残ったのはほんのわずかだった。スコットランド出身のロバート・カークウッドは、かつてショウニ―族から酷使されたことがあり、「これはアメリカでも最も凄惨なもので、我々の（インディアンへの）報復は完了した」と書いている。
ロジャーズが捕虜にした中には、族長の妻と子供たちもいた。捕虜たちは、フランスとインディアンの300人部隊がサンフランソワ川で、ほかに200人のフランス人、15人のインディアンの兵士がヤマスカでイギリス軍を待ち伏せていることを告げた。攻撃の後、レンジャーズは持てるだけの食料品を奪い、帰路に就いたが、彼らの戦いはまだ終わっていなかった。
この襲撃により、ロジャーズはウォビ・マダオント（白い悪魔）として知られるようになった。

## 追跡
襲撃を知った総督ヴォードルイユは、レンジャーズを追跡中の400人の兵に加え、300人の援軍を出した。ロジャーズは来た道とは違う経路で退却した。サンフランソワの集落からの略奪物が重かったが、1週間でサンフランソワからメムフレマゴグ湖を8日で踏破した。現在のシャーブルックのあたりで、ロジャーズは重大な判断を下した。隊を10人から20人の小隊に分け、そうすることで食物探しや狩りを効率よくできるようにした。しかし、追跡者からは狙われやすくなった。
いくつかの小隊は、頑強なフランス軍に追われた。あるフランス兵の証言によると、40人ばかりのロジャーズの兵が殺され、10人が捕虜としてサンフランソワへ連れ戻された。サンフランソワでは、捕虜の何人かが、フランス系カナダ人が救おうとしたにもかかわらず、インディアン女性の激しい怒りの犠牲となった。しかし、歴史家のフランク・マクリンによれば、この遠征での死者と捕虜は、士官が3人、そのほかが46人となっている。
レンジャーズは約束していたクーズ・インターヴァル（ムース・メドウ）に着いた。しかしそこに食糧はなかった。アマーストの命令によって、サミュエル・スティーヴンズが食糧を運んだが、銃声を聞いて、敵が近づいたと思い込み、食糧もろとも退却したのである。レンジャーズが着いたのはその2時間後で、たき火がまだくすぶっており、合図に銃を何発か撃ったがむなしかった。この後ロジャーズは、アマーストへの手紙にこの時のつらさ、失望感と、川を下って、ナンバーフォー砦まで自ら食糧を得るために行ったことを記している。彼は痩せ衰えた兵たちに、10日以内に食物を持って戻ると約束して3人の兵とコネチカット川をいかだで下り、10月31日にやっとの思いでナンバーフォー砦に到着した。すぐに食糧が上流に送られ、ロジャーズは10日後に、飢えた仲間のところに戻ってきた。また、他の小部隊がいくつか、飢えと疲れとでクラウンポイントにほうほうのていで帰還した。

## 兵士の人肉食

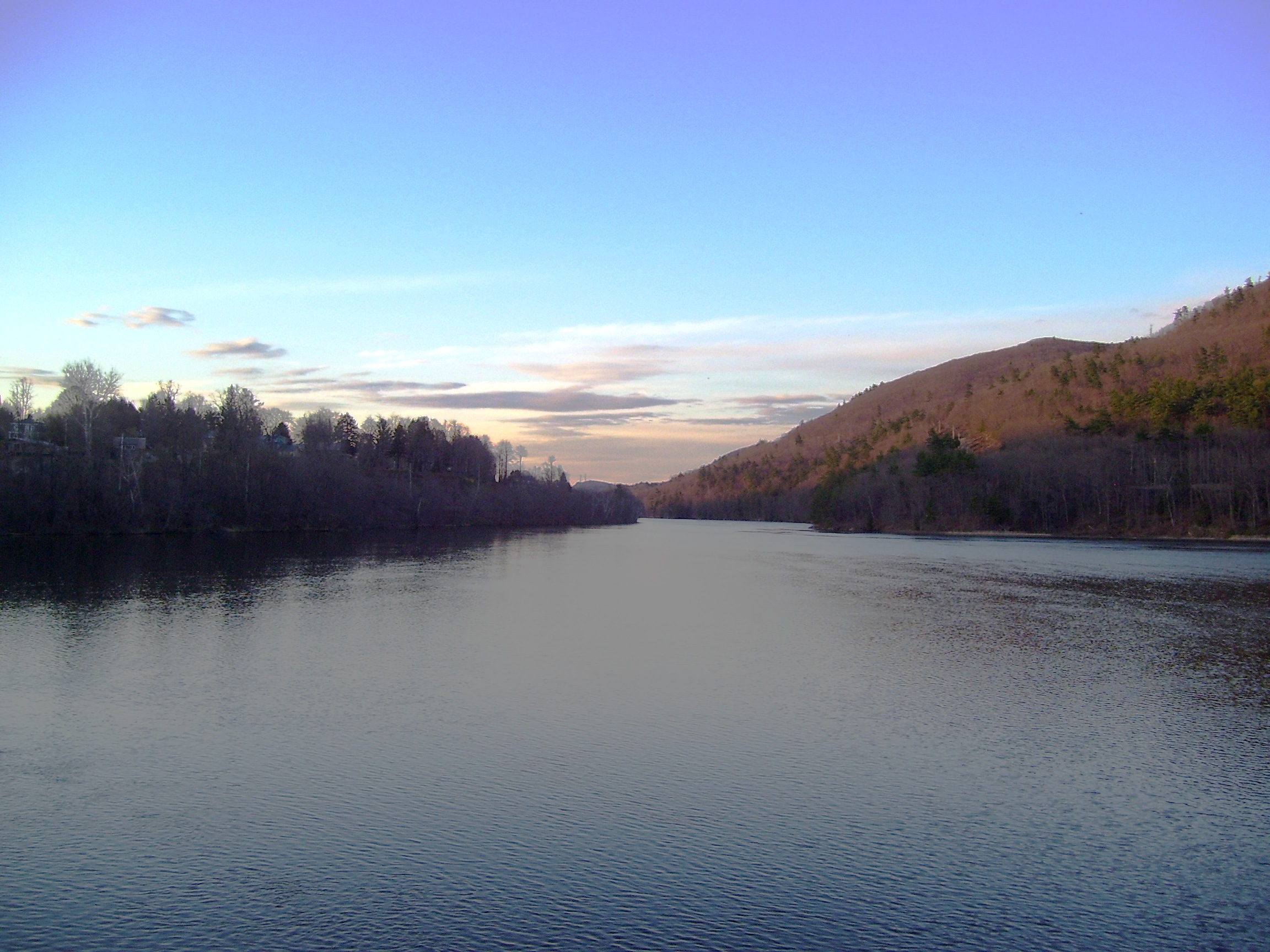
コネチカット川。ヴァーモント、ニューハンプシャー両州州境より（2009年）

遠征の最後のほうの日誌には、追手を逃れ、飢えと疲弊と野ざらしに苦しむ兵たちによる日記が、未完成の絵で表現されている。一方で隊長のロジャーズは、遠征に関して比較的簡潔な文章をしたためている。いわく、険しい岩山や泥沼を、うんざりするほど長く行軍した、疲労と空腹とが怖かった、樹皮や根やキノコを食べ、ビーバーの皮からはいだ生肉をがりがりかじった。
この遠征で知られている人肉食については、中尉のジョージ・キャンベルが、歴史家のトマス・マンテに語っている。それは、レンジャーズの兵が、小さな流れの丸太にはさまれた、頭皮をはがれた死体に出くわし、生でその肉の一部を貪り食ったというものである。生で食べたのは、あまりにも空腹で、火をおこすまでの時間を辛抱しきれなかったからである。ロバート・カークウッドの証言は比較的率直である。それは、ロジャーズが、捕虜のインディアンの女を殺して、死体を切り裂き、兵たちと分け合ったというものである。レンジャーズはまた、昆虫、腐った動物の肉まで食べたと言われている。

## その後のロジャーズ
アマーストはロジャーズの報書に同意してこう返答した、「お前の報告の一つ一つは、非常にいい判断でなされたものであり、私が称賛するに足るものである」
サンフランソワの襲撃ではロジャーズは敵を200人殺し、20人の女子供を捕虜としたと言われている一方で、子供5人を捕虜としてあとは逃がしたと言っている。また、フランス側の報告によれば、女子供20人を含む30人を殺した。フランシス・パークマンによれば、レンジャーズは襲撃で戦死1人、負傷6人を出し、退却の際にもある小隊の5人が捕囚され、ほかの小隊の20人が戦死または捕囚だった。また、出発時の204人のうち、生還したのは約100人であったと断言している。
ロジャーズはこの襲撃後、ケベックでイギリス軍の任務に就き、アマーストの命令で、レンジャーズを五大湖地方に派遣して、翌1760年の末に、その地のフランスの砦を攻略した。デトロイト砦の降伏により、ロジャーズはさらに英雄視された。後にポンティアック戦争が勃発した際には、再びデトロイトに赴いた。

## 死傷者と捕虜の人数
サンフランソワの襲撃の死傷者及び捕虜の人数には諸説がある。
- ロジャーズは敵を200人殺し、20人の女子供を捕虜としたが、実際の捕虜は子供5人だった。フランスは、女子供20人を含む30人を殺したと発表した。フランシス・パークマンによれば、ロジャーズ側は襲撃で戦死1人、負傷6人で、退却の際にある小隊のうち5人が捕囚され、ほかの小隊20人が戦死または捕囚だった。出発当初の204人のレンジャーズが、生還時には約100人であったという説がある[27]。
- レンジャーズの襲撃で、100人以上のアベナキ族が死亡し、25人の捕虜が捕囚された[28]。
- 襲撃で40人のインディアンが死亡し、一方レンジャーズの犠牲者は1人で、6人が負傷した[9]。
- 200人が殺害されたが、20人が捕囚された[29]。
- 少なくとも族長の家族を含め6人のアベナキ族を捕虜としていた[4]。
- フランスとアベナキ族の記録によれば、襲撃で死んだのは男10人、女22人の32人で、逃げようとしたところを射殺されたり、または家に火をつけられて焼死したりした[30]。